# Кламат Фолс (Орегон)
Кламат Фолс (енгл. Klamath Falls) град је у америчкој савезној држави Орегон.

## Демографија
По попису из 2010. године број становника је 20.840, што је 1.378 (7,1%) становника више него 2000. године.
| Група             | 2000.          | 2010.          |
| Белци             | 15.803 (81,2%) | 16.257 (78,0%) |
| Афроамериканци    | 198 (1,0%)     | 215 (1,0%)     |
| Азијати           | 256 (1,3%)     | 340 (1,6%)     |
| Хиспаноамериканци | 1.814 (9,3%)   | 2.468 (11,8%)  |
| Укупно            | 19.462         | 20.840         |